# Игнатий Глава
Игнатий Глава (на гръцки: Ἰγνάτιος Γλαβᾶς) е византийски православен духовник от ΧΙV век, солунски митрополит.

## Биография
Игнатий Глава принадлежи към големия византийски род Глава (Главас). Заема митрополитския престол в Солун в 1336 или в 1339 година. Поддържа кореспонденция с видния византийски учен, теолог, исторк и астроном Никифор Григора. Заема солунската катедра до 1340 или 1341 година.